# Franco Corelli

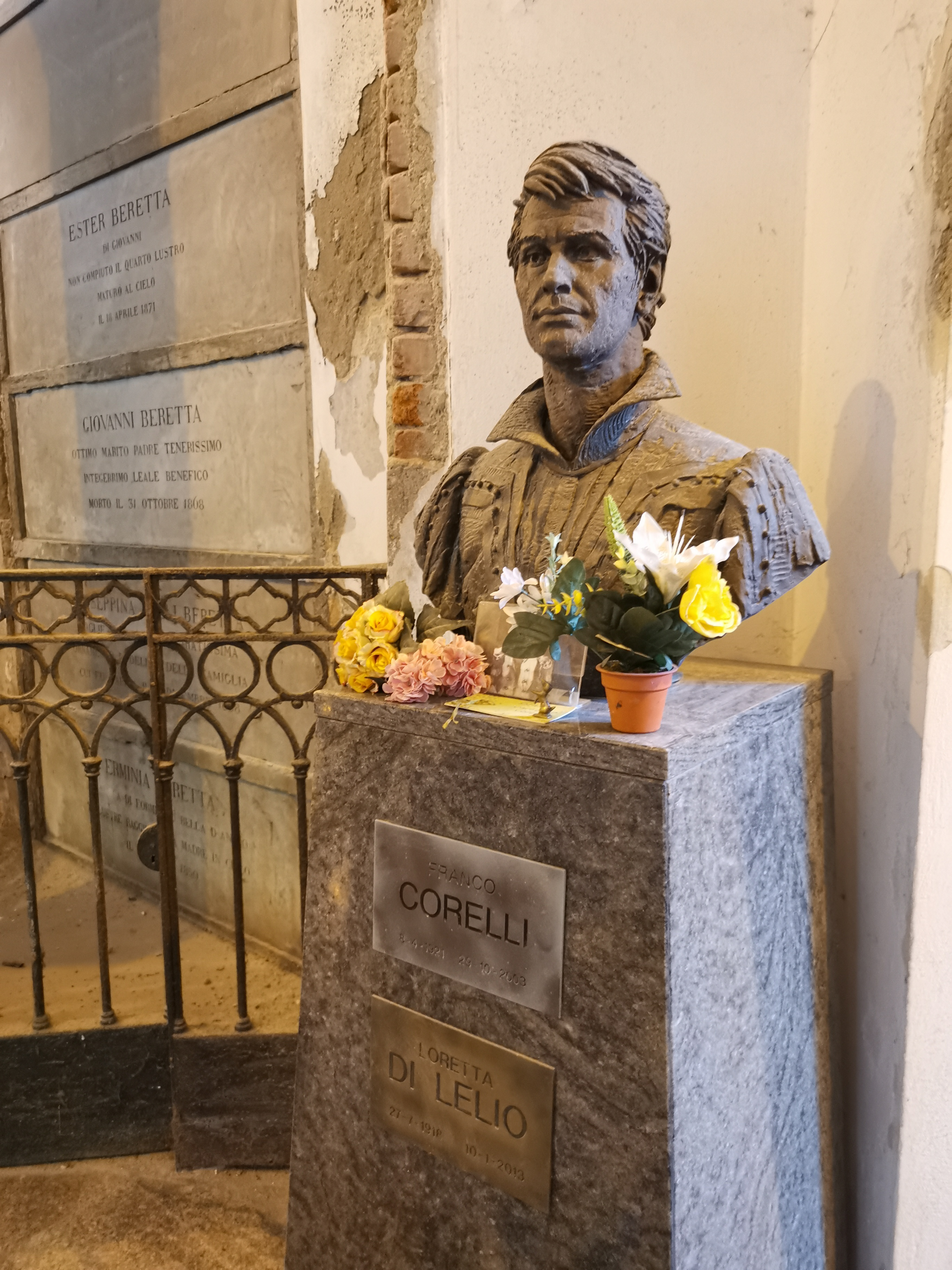
Büste am Grab im Cimitero Monumentale Mailand

Franco Corelli (* 8. April 1921 als Dario Franco Corelli in Ancona; † 29. Oktober 2003 in Mailand) war ein italienischer Opernsänger (Tenor). Er gilt gemäß der italienischen Stimmfach-Einteilung als tenore lirico spinto und tenore drammatico. Er sang Partien des italienischen und französischen Opernrepertoires des 19. und 20. Jahrhunderts und galt als der bedeutendste Tenor seiner Zeit.

## Leben

### Jugend und Ausbildung
Dario Franco Corelli wurde als Sohn des Leiters einer Logistikabteilung der Werft in Ancona, Remo Corelli, und dessen Frau Natalina als jüngstes von drei Kindern geboren. In seiner Familie wurde viel gesungen. Corellis Großvater Augusto war ursprünglich als Werftarbeiter und später im Management tätig, bevor er im Alter von 38 Jahren Operntenor wurde. In der nächsten Generation der Familie finden sich Chorsänger und Baritone; Corellis Bruder Ubaldo Corelli wurde ebenfalls Sänger (Bass), seine Schwester Liliana durfte den Beruf der Sängerin nicht ergreifen.
In seiner Jugend nahm Corelli als Leistungsschwimmer an Landes-Schwimmmeisterschaften in der 100 m-Freistil-Disziplin der italienischen Jugendstaffel teil. Nach Beendigung der Oberschule Scuola Media Statale „Francesco Podesti“ im Jahr 1936 absolvierte er eine Ausbildung zum Geometer und Schiffsmaschinenmeister am Francesco-Podesti-Institut in Ancona. 1940 erhielt er eine kriegsbedingt befristete Anstellung als Schiffszeichner und schrieb sich 1940 gemäß den Wünschen seines Vaters zum Studium des Schiffsingenieurswesens an der Universität Bologna ein. Während des Zweiten Weltkriegs diente er ab 1941 bei der Luftwaffe; ein Jahr später wurde er aus gesundheitlichen Gründen aus der Armee entlassen. Von der Stadt Ancona erhielt er eine Anstellung im Rahmen des Wiederaufbaus der im Krieg zerstörten Gebäude.
Corelli entschied sich bereits während seines Ingenieurstudiums, nach dem Besuch einer Vorstellung der Oper L’amico Fritz von Pietro Mascagni mit dem Bariton Tito Gobbi im Jahr 1940, für die Laufbahn des Sängers. Nach ersten autodidaktischen Studien mithilfe von Schallplattenaufnahmen und Gesangsversuchen gemeinsam mit seinem Jugendfreund Carlo Scaravelli begann er 1946 eine Gesangsausbildung am Rossini-Konservatorium in Pesaro bei Maria Pavoni. Dort als Tenor eingestuft, brach Corelli, der sich für einen Bariton hielt, seine dortige Ausbildung nach kurzer Zeit wieder ab, da er mit der vermittelten Gesangstechnik nicht zu den erwünschten Fortschritten gelangte.
Ursprünglich wollte Corelli am Konservatorium Gesangsunterricht bei dem Bariton Arturo Melocchi, dem Gesangslehrer des Tenors Mario Del Monaco, nehmen, der insbesondere seine stimmliche Eingliederung in das neue Stimmfach Tenor fachlich anleiten sollte. Carlo Scaravelli, der bereits Schüler von Melocchi war, betreute ihn zeitweise gesangstechnisch und gab seine Unterrichtserfahrungen bei Melocchi an ihn weiter. Corelli orientierte sich fortan an den stimmlichen Eigenschaften seiner Vorbilder Enrico Caruso, Aureliano Pertile, Beniamino Gigli, Giacomo Lauri-Volpi und Miguel Fleta, die er ausgiebig studierte.
1950 sang er Beniamino Gigli vor und im selben Jahr erfolgte ein Vorsingen für den Intensivierungskurs des Maggio Musicale Fiorentino am Teatro Comunale di Firenze, bei dem der Jury-Vorsitzende Ildebrando Pizzetti auf Corellis außergewöhnlich eindrucksvolle, jedoch noch wenig ausgebildete Stimme aufmerksam wurde. Corelli erhielt ein Stipendium für ein 3-monatiges Gesangsstudium in Florenz. Dort ergaben sich für Corelli wichtige, nachhaltige Erstkontakte zur Sängern und Theaterleitern, darunter auch ein erstes Vorsingen für Tullio Serafin, das er jedoch vor Lampenfieber, das sich hier erstmals dokumentierte und mit dem er während seiner gesamten Karriere stark zu kämpfen hatte, nicht absolvieren konnte.
Ab den 1950er Jahren wurde er stimmlich von seiner späteren Ehefrau Loretta di Lelio betreut, die ihn mit der traditionellen Belcantoschule Antonio Cotognis vertraut machte, was zu einer Systematisierung von Corellis Gesangstechnik führte. In der Zeit von 1958 bis 1962 erfolgte eine intensive Zusammenarbeit mit dem Belcanto-Tenor Giacomo Lauri-Volpi, bei dem Corelli letzten „Feinschliff“ seiner Belcanto-Technik und Interpretationskunst erhielt. Außerdem zählte der Bariton Luigi Borgonovo zu seinen Lehrern, der ihn an der Opernschule der Mailänder Scala unterrichtete.

### Frühe Jahre als Sänger, 1951–1960
Ab 1950 sang Corelli im italienischen Rundfunk und an kleineren Bühnen. 1951 nahm er am Gesangswettbewerb des Centro Sperimentale di Spoleto teil, wo er als ersten Preis eine dreimonatige Einstudierung der Tenor-Hauptpartie des Don José in Carmen mit Aufführung am dortigen Teatro Communale gewann. Diese Partie wurde in seiner gesamten Laufbahn zur meistgesungenen. Im Herbst 1951 folgte ein Engagement als festes Ensemblemitglied am Teatro dell’Opera di Roma, wo er am 31. Januar 1952 in der Titelrolle in Giulietta e Romeo von Riccardo Zandonai an der Seite von Maria Caniglia und Tito Gobbi debütierte. Die Auftritte als Romeo und im selben Jahr als Maurizio in Adriana Lecouvreur zeigten Folgen einer stimmlichen Überforderung, weshalb eine professionelle Arbeit an der Gesangstechnik notwendig wurde. In Rom kam es bei der Adriana Lecouvreur-Produktion auch zur Begegnung mit seiner späteren Ehefrau, der Sopranistin Loretta di Lelio, die ihn als Managerin und Stimmtrainerin förderte und seine Engagements begleitete, insbesondere nach Beendigung ihrer eigenen Karriere im Jahr 1959. Die Hochzeit fand 1961 statt.
Nach einem ersten erfolglosen Vorsingen 1953 folgte 1954 sein Debüt an der Mailänder Scala als Licinius in La Vestale an der Seite von Maria Callas. Ab 1955 gastierte Corelli regelmäßig an den großen italienischen Opernhäusern und zudem von 1955 bis 1961 jährlich bei den Opernfestspielen in Verona und beim Maggio Musicale Fiorentino. Ab 1955 sang er auch im Ausland. Sein Debüt an der Wiener Staatsoper hatte er 1957 als Radames in Aida und gastierte dort in Folge mehrfach bis Ende 1970. Auch am Teatro Nacional de São Carlos in Lissabon trat er mehrfach auf. Und er gastierte im Juni/Juli 1958 als Cavaradossi in Tosca in Deutschland, mit Auftritten an der Stuttgarter Staatsoper, am Staatstheater Wiesbaden und in München. Mit besonderem Erfolg sang er beim  Abschlusskonzert der Weltausstellung 1958 in Brüssel. 1959 erhielt er sein Engagement als festes Ensemblemitglied der Scala.
Corelli gab von 1952 bis 1960 in Italien und Europa insgesamt 473 Vorstellungen an bedeutenden Opernhäusern; unter anderem in Rom, Triest, Sanremo, Turin, Florenz, Bozen, Neapel, Spoleto, Ravenna, Piacenza, Modena, Parma, Pavia, Bologna, Mailand, Rovigo, Catania, Venedig, Bergamo, Verona, Pisa, Lissabon; Madrid, Bilbao, Wien, Genf, Lausanne, Nizza, London, Wiesbaden, Stuttgart, München und Monte-Carlo. Dabei sang er 30 Hauptpartien, darunter die Titelrollen  in Andrea Chénier, Don Carlos und Ernani, Turiddu in Cavalleria rusticana, Rodolfo in La Bohème, Sextus in Julius Caesar und Grigori in Boris Godunow. Mit Maria Callas trat Corelli mehrfach gemeinsam auf; so in Rom in Norma (1953, 1958), an der Scala in La vestale (Debüt 1954), in Fedora (1956), in Il pirata (1958), in Poliuto (1960) sowie später in Paris in Tosca und Norma (1964).

### Metropolitan Opera, 1961–1975
1961 wurde Corelli an die Metropolitan Opera verpflichtet und debütierte dort im Januar als Manrico in Il trovatore an der Seite von Leontyne Price als Leonora, die ebenfalls ihr Debüt gab. Bis 1975 war er Ensemblemitglied in New York, wo er in fünfzehn Spielzeiten 19 Partien in 361 Vorstellungen sang. Darunter waren die Titelpartie in Andrea Chénier, Enzo in La Gioconda, Maurizio in Adriana Lecouvreur, Canio in Pagliacci und Romeo in Roméo et Juliette.
Corellis Sängerkarriere befand sich Anfang der 1960er Jahre auf dem Höhepunkt, unter anderen mit den Hauptpartien als Chénier in Andrea Chénier, Cavaradossi in Tosca, Canio in Pagliacci, Radames in Aida, Don José in Carmen, Manrico in Il trovatore, Calàf in Turandot, als Poliuto in Poliuto, Rodolfo in La Bohème und als Werther in Werther.
Von 1961 bis 1975 gab er neben den 368 Vorstellungen an der MET weltweit Gastspiele; unter anderem in Washington DC, Philadelphia, Cleveland, Atlanta, St. Louis, Chicago, Minneapolis, Boston, San Francisco, Los Angeles, New Orleans, Miami, Detroit, Toronto, Lissabon, Barcelona, Paris, Wien, Salzburg, Lugano, London, Berlin, Hamburg, Belgrad; Venedig, Verona, Mailand, Neapel, Rom, Tokyo, Osaka, Seoul, Manila und Hongkong.

### Späteres Leben, 1975–2003
In den 1970er Jahren gastierte Corelli in München unter Nello Santi mit einem Arienabend, kurz darauf an der Deutschen Oper Berlin als Don José unter Lorin Maazel. Seine letzte Vorstellung an der Wiener Staatsoper gab er Ende 1970 als Don Carlo, 1971 verpflichtete ihn die Hamburgische Staatsoper für zwei Galakonzerte mit Werken von Puccini gemeinsam mit Mirella Freni, Fiorenza Cossotto und Ilva Ligabue unter Nello Santi – weiterhin als Radames in Aida sowie für den Tenorpart in Verdis Messa di Requiem.
1975 absolvierte er Gastspiele in den USA und in Japan. Stresswirkungen zusammen mit ersten Empfindungen leichter, stimmqualitativer Reduktion bewirkten Corellis Rückzug im Alter von 55 Jahren von der Bühne. Seinen Abschied von der Bühne gab er 1976 beim Puccini Festival in Torre del Lago als Rodolfo in La Bohème Er sang 1981 in Stockholm ein letztes Konzert zu Ehren von Birgit Nilsson.
Nach Beendigung seiner Bühnenlaufbahn wirkte Corelli als Stimmdiagnostiker und Gesangspädagoge in Meisterklassen sowie als Juror von Wettbewerben. Unter seinen Schülern waren unter anderem Yusif Eyvazov und Andrea Bocelli.
Am 29. Oktober 2003 starb Corelli in Mailand nach einem Schlaganfall. Er wurde dort auf dem Cimitero Monumentale bestattet.

## Wichtige Stationen
- 1951: José Carmen von Georges Bizet, Debüt in Spoleto
- 1952: Offizielles Theaterdebüt in Giulietta e Romeo von Riccardo Zandonai am Teatro dell’Opera di Roma
- 1953: Krieg und Frieden von Sergei Prokofjew, italienische Erstaufführung am 26. Mai in Rom
- 1953: Enea von Guido Guerrini (1890–1965), Uraufführung am 11. Februar in Rom
- 1954: Agnes von Hohenstaufen von Gaspare Spontini, italienische Erstaufführung am 6. Mai in Florenz
- 1954: Licinius in La vestale von Gaspare Spontini, Debüt an der Mailänder Scala mit Maria Callas (Mitschnitt)
- 1958: Pollione in Norma von Vincenzo Bellini, mit Maria Callas in Rom (Mitschnitt)
- 1959: Hercules von Georg Friedrich Händel, italienische Erstaufführung am 29. Dezember an der Mailänder Scala mit Elisabeth Schwarzkopf
- 1961: Manrico in Il Trovatore von Giuseppe Verdi; Debüt an der Metropolitan Opera mit Leontyne Price
- 1961: Kalaf in Turandot von Giacomo Puccini mit Birgit Nilsson an der Metropolitan Opera und im Royal Opera House Covent Garden (Mitschnitt)
- 1962: Manrico in Il Trovatore von Giuseppe Verdi, mit Leontyne Price, in gleicher Besetzung der Metropolitan Opera unter der Leitung von Herbert von Karajan bei den Salzburger Festspielen (Mitschnitt)

## Repertoire
- Remo in Romulus von Salvatore Allegra
- Pollione in Norma von Vincenzo Bellini
- Gualtiero in Il pirata von Vincenzo Bellini
- Arturo Talbot in I puritani von Vincenzo Bellini
- Don José in Carmen von Georges Bizet
- Maurizio di Sassonia in Adriana Lecouvreur von Francesco Cilea
- Edgardo Ravenswood in Lucia di Lammermoor von Gaetano Donizetti
- Poliuto in Poliuto von Gaetano Donizetti
- Titelrolle in Andrea Chénier von Umberto Giordano
- Loris Ipanoff in Fedora von Umberto Giordano
- Achille in Iphigénie en Aulide von Christoph Willibald Gluck
- Titelrolle in Faust von Charles Gounod
- Titelrolle in Roméo et Juliette von Charles Gounod
- Orfeo/Turno in Enea von Guido Guerrini
- Sesto Pompeo in Giulio Cesare von Georg Friedrich Händel
- Hyllus in Hercules von Georg Friedrich Händel
- Canio in Pagliacci von Ruggero Leoncavallo
- Turiddu in Cavalleria rusticana von Pietro Mascagni
- Titelrolle in Werther von Jules Massenet
- Raoul di Nangis in Les Huguenots von Giacomo Meyerbeer
- Enzo Grimaldo in La Gioconda von Amilcare Ponchielli
- Pierre Besuchow in Krieg und Frieden von Sergei Prokofjew
- Rodolfo in La bohème von Giacomo Puccini
- Mario Cavaradossi in Tosca von Giacomo Puccini
- Kalaf in Turandot von Giacomo Puccini
- Dick Johnson in La fanciulla del West von Giacomo Puccini
- Arnold Melcthal in Guillaume Tell von Gioachino Rossini
- Licinio in La Vestale von Gaspare Spontini
- Enrico di Braunschweig in Agnes von Hohenstaufen von Gaspare Spontini
- Radames in Aida von Giuseppe Verdi
- Titelrolle in Otello von Giuseppe Verdi
- Titelrolle in Don Carlo von Giuseppe Verdi
- Titelrolle in Ernani von Giuseppe Verdi
- Macduff in Macbeth von Giuseppe Verdi
- Arrigo in La battaglia di Legnano von Giuseppe Verdi
- Manrico in Il trovatore von Giuseppe Verdi
- Gabriele Adorno in Simon Boccanegra von Giuseppe Verdi
- König Gustav III in Un ballo in maschera von Giuseppe Verdi
- Don Alvaro in La forza del destino von Giuseppe Verdi
- Tenorpartie in Messa da Requiem von Giuseppe Verdi
- Romeo Montecchio in Giulietta e Romeo von Riccardo Zandonai[7]

## Stimmeigenschaften und Rezeption
Corellis runde, klangvolle Stimme mit Tonbrillanz und Strahlkraft (italienisch „lo squillo“) zeigt stimmliche Attribute gem. des italienischen Belcanto-Opern-Repertoires des 19. und 20. Jahrhunderts. Stimmtyp, Stimmfarbe, sängerisches Temperament, Erscheinungsbild, große Ausstrahlung und Präsenz passten zu den Opernrollen des jugendlichen Helden und Liebhabers, des dramatischen Tenors der italienischen und französischen Oper. Die Sängerleistung seiner szenischen Opernauftritte existiert in CD-Audio-Dokumentationen analoger Live-Mitschnitte, d. h. ohne Zuhilfenahme digitaler Verstärkung.
Schon vor seiner systematischen Gesangsausbildung in den 1950er Jahren fiel Corelli durch besondere Charakteristika der Stimmeigenschaften, insbesondere des Stimmtimbres auf, die seine spätere Entwicklung bereits vorwegnahmen. Dazu schrieb der Autor René Seghers: „…von bestimmten vokalen Charakteristika, die den späteren Corelli ankündigen […] Metallischer Glanz, ein Schimmer dunklen Kupfer-Tons in der Mittellage und eine solide, physische Grundlage, auf der die Stimme ganz aufgebaut werden kann.“
Herbert von Karajan über Corelli (1962): „Seine Stimme besitzt Heldenkraft, doch auch große Schönheit im Ton; sie ist dunkel in ihrer Sinnlichkeit, rätselhaft melancholisch, doch vor allem eine Stimme voll Donner und Blitzen, Feuer und Blut.“
Der Musikwissenschaftler Alan Blyth in einem Nachruf zum Tode Corellis im Guardian: „Franco Corelli – Tenor mit einer Stimme außerordentlicher Klangfähigkeit, der mit der Callas sang" […] Einer der aufregendsten Tenöre des 20. Jahrhunderts, Franco Corelli […] hatte eine Stimme, die so angenehm war wie seine Erscheinung. […] Da war ein Tenor mit einem Timbre, das alle hinteren Winkel des Theaters durchdrang. Sein Instrument […] war herausragend und fähig, ein Publikum zu Begeisterungsstürmen hinzureißen. […] Wie eine New Yorker Kritik schrieb: ,Es gibt weit und breit keinen Tenor mit der stimmlichen Kraft, Ausdauer und geradezu animalischen Anziehungskraft eines Corelli' […] Und diese stimmliche Qualität war kombiniert mit einer einschätzungsfähigen Intelligenz. Er sang mit einem großartigen Stil, wie es die Aufnahmen der 1950er und 1960er seiner Anfänge zeigen.“

## Diskografie (Auswahl)
Zahlreiche der hier aufgeführten Originalaufnahmen wurden bei verschiedenen anderen Labels auch als CD veröffentlicht.
- Franco Corelli – 8 Operngesamtaufnahmen: Aida, Tosca, Norma, Turandot, Don Carlo, Il Trovatore, Andréa Chénier, La Forza del Destino (Forlane, 2015)
- Giuseppe Verdi: Aida – Mary Curtis Verna, Franco Corelli, Miriam Pirazzini, Giangiacomo Guelfi, Giulio Neri, Chor und Orchester der RAI Turin, Dirigent: Angelo Questa (Cetra, 1956)
- Vincenzo Bellini: Norma – Maria Callas, Christa Ludwig, Franco Corelli, Nicola Zaccaria, Chor und Orchester Teatro alla Scala, Dirigent: Tullio Serafin (Columbia, 1961)
- Ruggero Leoncavallo: Pagliacci – Franco Corelli, Lucine Amara, Tito Gobbi, Mario Zanasi, Chor und Orchester Teatro alla Scala, Dirigent: Lovro von Matačić (Columbia, 1961)
- Giacomo Meyerbeer: Gli Ugonotti –Joan Sutherland, Franco Corelli, Giorgio Tozzi, Giulietta Simionato, Nikolaj Gjaurow, Fiorenza Cossotto u. a., Chor und Orchester Teatro alla Scala, Dirigent:  Gianandrea Gavazzeni (Mitschnitt 1962, verschiedene CD-Veröffentlichungen)
- Puccini: La Fanciulla Del West – Gigliola Frazzoni, Franco Corelli, Tito Gobbi, Enzo Sordello, Nicola Zaccaria u. a., Orchester der Mailänder Scala, Dirigent: Antonino Votto (Aufnahme von 1956 als CD beim Label Line, 2006)
- Pietro Mascagni: Cavalleria rusticana – Victoria de los Ángeles, Franco Corelli, Mario Sereni, Chor und Orchester Teatro dell’Opera di Roma, Dirigent: Gabriele Santini (EMI, 1962)
- Umberto Giordano: Andrea Chénier – Franco Corelli, Antonietta Stella, Mario Sereni, Chor und Orchester Teatro dell’Opera di Roma, Dirigent: Gabriele Santini (EMI, 1963)
- Franco Corelli sings Great Religious Arias. Dirigent: Raffaele Mingardo (His Master’s Voice,1964)
- Georges Bizet: Carmen – Leontyne Price, Franco Corelli, Mirella Freni, Robert Merrill, Wiener Philharmoniker, Chor der Wiener Staatsoper, Dirigent: Herbert von Karajan (RCA, 1964)
- Giuseppe Verdi: Il trovatore – Franco Corelli, Gabriella Tucci, Giulietta Simionato, Robert Merrill, Ferruccio Mazzoli, Chor und Orchester Teatro dell’Opera di Roma, Dirigent: Thomas Schippers (EMI, 1964)
- Giuseppe Verdi: La forza del destino – Franco Corelli, Gabrialla Tucci, Ettore Bastianini, Giorgio Tozzi, Chor und Orchester der Metropolitan Opera, Dirigent: Nello Santi (1965)
- Giacomo Puccini: Tosca – Maria Callas, Franco Corelli, Tito Gobbi, Cliffort Harvout, Chor und Orchester der Metropolitan Opera, Dirigent: Fausto Cleva (Historical Recording Enterprises, 1965)
- Giacomo Puccini: Turandot – Birgit Nilsson, Franco Corelli, Renata Scotto, Bonaldo Giaiotti, Chor und Orchester Teatro dell’Opera di Roma, Dirigent: Francesco Molinari-Pradelli (EMI, 1965)
- Giacomo Puccini: Tosca – Birgit Nilsson, Franco Corelli, Dietrich Fischer-Dieskau, Orchestra dell'Accademia Nazionale di Santa Cecilia, Dirigent: Lorin Maazel (DECCA, 1966)
- Charles Gounod: Faust – Joan Sutherland, Franco Corelli, Nicolai Ghiaurov, Ambrosian Singers, London Symphony Orchestra, Dirigent: Richard Bonynge (DECCA, 1966)
- Amilcare Ponchielli: La Gioconda – Renata Tebaldi, Franco Corelli, Cesare Siepi, Cornell MacNeil, Chor und Orchester der Metropolitan Opera, Dirigent: Fausto Cleva (Stradivarius, 1966)
- Giuseppe Verdi: Aida – Birgit Nilsson, Franco Corelli, Grace Bumbry, Mario Sereni, Bonaldo Giaiotti, Chor und Orchester Teatro dell’Opera di Roma, Dirigent: Zubin Mehta (EMI, 1967)
- Charles Gounod: Roméo et Juliette – Franco Corelli, Mirella Freni, Xavier Dupraz, Chor und Orchester der Opéra National de Paris, Dirigent: Alain Lombard (EMI, 1968)
- Georges Bizet: Carmen – Franco Corelli, Anna Moffo, Helen Donath, Piero Cappuccilli, Chor und Orchester der Deutschen Oper Berlin, Dirigent: Lorin Maazel (RCA, 1970)[37]
- Franco Corelli: The Very Best Of. Arien und Lieder (CD; EMI Classics, 2003)

## Filmografie (Auswahl)
Corelli wirkte unter der Bühnenregie von Luchino Visconti in das Film-Genre vorbereitenden Inszenierungen an der Scala mit. 1956 gehörte er zur Besetzung des Opernfilms Tosca mit Maria Caniglia u. a. Außerdem finden sich zahlreiche Video-Dokumente u. a. auf YouTube und bei Operaonvideo.com.

### Film und Fernsehen
- 1954: Pagliacci – Franco Corelli, Mafalda Micheluzzi, Tito Gobbi, Mario Carlin, Lino Puglisi, Orchestra Sinfonica Nazionale della RAI di Milano, Dirigent: Alfredo Simonetto. (RAI; und als DVD beim Label Hardy 2004)
- 1955: Tosca – Renata Heredia-Capnist, Franco Corelli, Carlo Tagliabue, Antonio Sacchetti u. a., Orchestra di Milano della Radiotelevisione Italiana, Dirigent: Antonino Votto (RAI; und als DVD beim Label Hardy 2008)
- 1956: Tosca – Franca Duval (Maria Caniglia), Franco Corelli, Alfro Poli (Giangiacomo Guelfi), Fernando Alfieri (Adelio Zagonara), Antonio Sacchetti (Franco Pugliese), Aldo Relli, Chor und Orchester der Oper Rom, Dirigent: Oliviero de Fabritiis
- 1956: Carmen – Belén Amparán, Franco Corelli, Anselmo Colzani, Elda Ribetti, Antonio Sacchetti u. a., Orchestra Sinfonica Nazionale della Rai, Dirigent: Nino Sanzogno (und als DVD beim Label Hardy, 2003)
- 1958: Turandot – Lucille Udovich, Franco Corelli, Plinio Clabassi, Renata Mattioli, Orchestra Sinfonica Nazionale della Rai, Dirigent: Fernando Previtali (RAI)
- 1958: La Forza del Destino – Franco Corelli, Renata Tebaldi, Ettore Bastianini, Oralia Dominguez, Renato Capecchi, Boris Christow,  Orchester des Teatro San Carlo, Dirigent: Francesco Molinari-Pradelli  (und als DVD beim Label Hardy, 2002)
- 1973: Andréa Chénier – Franco Corelli, Celestina Casapietra, Piero Cappuccilli, Giovanna di Rocco u. a., Orchestra della RAI, Dirigent: Bruno Bartoletti  (RAI; und als DVD beim Label Hardy, 2002)

### DVD
- 1971: Franco Corelli – The 1971 Tokyo Concert (Label Dynamic)
- 1973: Franco Corelli & Renata Tebaldi – Live in Tokyo 1973 (Label Dynamic)
- 2006: Renata Tebaldi – Profonda ed Infinita. Renata Tebaldi, Franco Corelli, Boris Christoff, Arien und Duette (Label TR)
- 2014: Incontro con Franco Corelli. Arien von Verdi, Gounod, Ponchielli, Grieg, Puccini, Leoncavallo, Bizet (Label Hardy)
- Corelli in Concert. Plus in-depths interviews – Opern-Arien und Radio-Interviews (Belcanto Society, OCLC-Nr. 931137127)